# Список самых старых сохранившихся кораблей

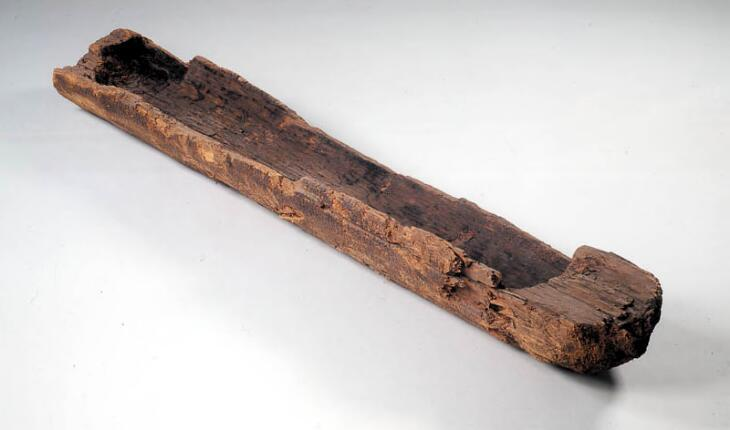
Каноэ из Пессе — старейшее известное судно в мире, датируемое между 8040 и 7510 годами до нашей эры.

Это список самых старых кораблей в мире, сохранившихся до наших дней. Корабли в этом списке, включая военные корабли, яхты, парусники и суда, обнаруженные во время археологических раскопок, датируются 1918 годом или ранее. Перечисленные суда отсортированы по дате спуска на воду, определённой настолько точно, насколько возможно. У многих кораблей в столбце «Место постройки» указана Великобритания, которая в середине-конце XIX века была доминирующим судостроителем в мире. Большинство кораблей из этого списка находятся в музеях и включают в себя последние в своем роде образцы, оставшиеся в мире.

## Критерии для попадания в список
Хотя в этот список входят «самые старые уцелевшие» корабли, многие из них с тех пор были восстановлены или реконструированы. Суда, подвергшиеся воздействию стихии, со временем приходят в негодность, поэтому ни один корабль нельзя считать по-настоящему оригинальным из-за замены деталей в течение срока службы. Это приводит к известному парадоксу под названием «Корабль Тесея», что делает определение «оригинала» неточным. Пример — USS Niagara: оригинал затонул в 1820 году, трижды поднимался и реконструировался. В ходе этих обширных реконструкций от оригинального судна не осталось почти ничего, кроме несущих конструкций. Отдельная проблема — корабли пострадавшие из-за погодных условий, после кораблекрушения или отсутствия ухода. Одним из примеров является корабль Мэри Роуз, чьи поднятые и сохранившиеся останки состоят только из частей корпуса. Те, что остаются нетронутыми под водой, выделены в отдельную категорию, посвященную затонувшим кораблям, например, останки кораблей в Черном море. Многие уцелевшие старые корабли могут также фигурировать в других списках Википедии, таких как плавучие маяки. Многие старые маяки сохранились во всем мире и по сей день, в отличие от океанских лайнеров, экземпляров которых до Второй мировой войны очень мало.

### Исключены из списка
- Реплики — здесь есть статья о репликах кораблей.
- Затонувшие и не поднятые корабли.
- Корабли, построенные после 1918 г. — это список «самых старых» кораблей, спущенных на воду до конца Первой мировой войны и до 1919 г.

### Следующие суда включены в этот список
- Реконструированные корабли — «Восстановление» допустимо, если корабль сохраняет свои первоначальные черты или их часть. [a]
- Обломки — при условии, что они каким-то образом восстановлены и выставлены в качестве музейного экспоната. Все перечисленные ниже корабли имеют полностью или частично неповреждённый корпус. Такие корабли, как «Леди Элизабет» по-прежнему считаются уцелевшими, несмотря на то, что их нынешнее состояние относится к категории «не сохраняется».

## Легенда
- Эти корабли были сохранены как корабль-музей или они больше не используются, но всё ещё существуют по сей день.
- Не корабль-музей (коммерческое судно, находящееся в частной собственности и так далее)
- N/A указывает на то, что информация недоступна или ещё не оценена.

## Старейшие из сохранившихся по категориям
Ниже приведен список кораблей, отсортированных по категориям. К ним относятся корабли, которые являются старейшими в мире по типу и функциям, они не включают корабли, известные только как последние в своем роде. Крайняя дата, как и в списке, — это корабли, построенные до 1919 года.

### По типу
| Старейший…                                   | Имя                   | Год строительства | Тип                         |
| -------------------------------------------- | --------------------- | ----------------- | --------------------------- |
| Старейшее известное науке судно              | Каноэ из Пессе        | 8040 BC           | Долблёнка                   |
| Целый корабль                                | Ладья Хеопса          | 2500 BC           | Солнечная барка             |
| Мореходное судно                             | Dover Bronze Age Boat | 1500 BC           | Мореходный корабль без типа |
| Шлюпка                                       | Nydam Boat            | 320-310 BC        | Клинкерный корпус           |
| Военный корабль                              | Мэри Роуз             | 1511              | Каракка                     |
| Не восстановленный археологическими методами | Тарихи Кадырга        | ок. 1600          | Галера                      |
| Шхуна                                        | Peggy                 | 1791              | Вооружённая яхта            |
| Спасательная шлюпка                          | Zetland               | 1802              | Спасательное судно          |
| Подводная лодка                              | Брандтаухер           | 1850              | Военный корабль             |
| Буксир                                       | Mayflower             | 1861              | Паровой буксир              |
| Клипер                                       | City of Adelaide      | 1864              | Парусное судно              |
| Корабль приводимый в действие турбиной       | Турбиния              | 1894              | Экспериментальное судно     |
| Колёсный пароход                             | Moyie                 | 1898              | Пароход                     |

### По функциям
| Старейший. . .                                  | Имя                | Год строительства | Тип                |
| ----------------------------------------------- | ------------------ | ----------------- | ------------------ |
| Введенный в строй военный корабль               | HMS Victory        | 1765 г.           | Линейный корабль   |
| Сданный в эксплуатацию военный корабль на плаву | USS Constitution   | 1797 г.           | Фрегат             |
| Торговое судно                                  | Чарльз В. Морган   | 1841 г.           | Китобойный корабль |
| Океанский лайнер                                | SS Great Britain   | 1843 г.           | Пассажирское судно |
| Находящийся на плаву пароход                    | Берта              | 1844 г.           | Земснаряд          |
| Действующий пароход                             | Тудор Владимиреску | 1854 г.           | Лопастной пароход  |
| Активный парусник                               | Звезда Индии       | 1863 г.           | Винджаммер         |
| Активный речной ледокол                         | Kuna               | 1884 г.           | Речной ледокол     |
| Гоночная яхта                                   | Partridge          | 1885 г.           | Яхта               |
| Активный пожарный катер                         | Edward M. Cotter   | 1900 г.           | Пожарная лодка     |

### Комментарии
1. ↑  Use your best judgement when including these ships here per "Ship of Theseus". Going by reliable sources indicating that the ship is "surviving" is a good indication of inclusion.
2. ↑  Tarihi Kadırga was constructed in the late 16th or early 17th century